# Château de Saint-Pois
Le château de Saint-Pois est une demeure du XVIIIe siècle qui se dresse sur le territoire de la commune française de Saint-Pois, dans le département de la Manche, en région Normandie.
Le château, propriété privée, non ouvert à la visite, est partiellement inscrit aux monuments historiques.

## Localisation
Le château est situé, à 800 m au nord-est de l'église Saint-Louis, sur la commune de Saint-Pois, dans le département français de la Manche.

## Historique
Au XIe siècle, c'est les Servain qui sont propriétaires de la baronnie de Saint-Pair-Servain (aujourd'hui Saint-Pois). Le château fut brûlé, avec le bourg, en 1135 par les Anglais, et relevé aux XVIe et XVIIe siècles. C'est le marquis Beuve d'Auray de Saint-Pois, dont la famille possédait la terre depuis le XVe siècle par le mariage de Jeanne de Meullent, qui fit reconstruire la façade principale entre 1719 et 1759 dans un style classique en forme de fer à cheval.
Le château reste dans la famille d'Auray de Saint-Pois durant quatorze générations, il est ensuite acquis par le baron Alexandre Paternotte de la Vaillée (1923 - 2014), diplomate belge et son épouse qui s'emploient à sa restauration. À sa mort en 2014, le château reste à l'abandon pendant presque dix ans avant d'être racheté et de redevenir une habitation privée depuis 2023[réf. nécessaire].

## Description
Le château en forme de fer à cheval dispose d'une aile nord abritant notamment les cuisines. L'aile est prolongée par une chapelle qui fut dédiée à la Vierge en 1743, mais qui l'est aujourd'hui à Saint-Louis. Les autres ailes disposant d'un décor plus raffiné, sont probablement dues à l'architecte Guillaume Vauvert et sont ouvertes sur les jardins où se trouve un colombier à deux niveaux de 630 boulins.

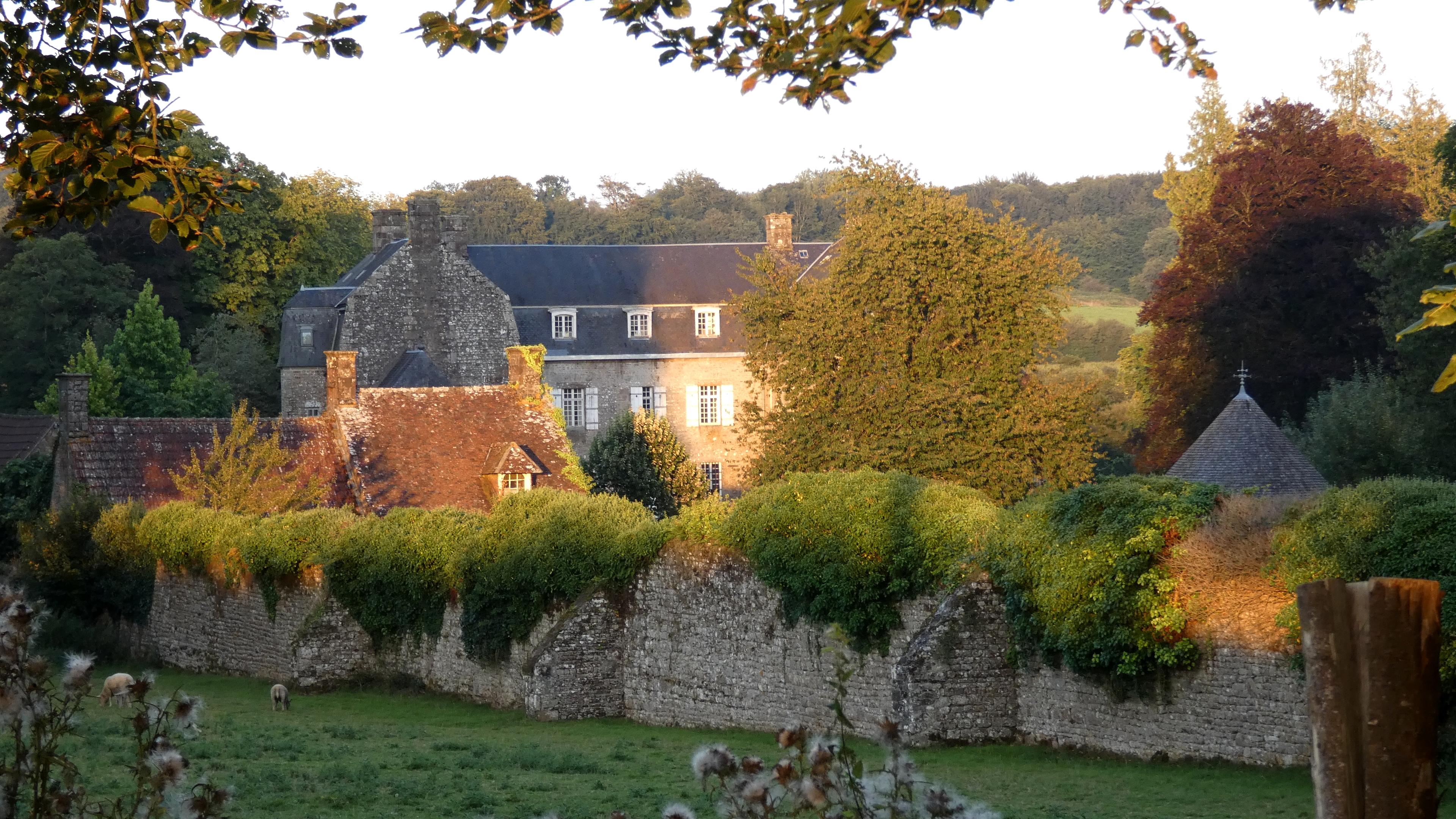
Le château et la toiture du colombier.

## Protection aux monuments historiques
Les façades et les toitures, à l'exclusion des bâtiments récents de l'aile sud, l'escalier avec sa rampe en fer forgé et le grand salon avec son décor sont inscrits au titre des monuments historiques par arrêté du 24 mai 1974.